# اللواهل (مذيخرة)

تعديل مصدري - تعديل

اللواهل محلة تابعة لقرية الضبير، التابعة لعزلة المغاربة بمديرية مذيخرة إحدى مديريات محافظة إب في الجمهورية اليمنية، بلغ تعداد سكانها 45 حسب تعداد اليمن لعام 2004.